# ダンテ・アリギエーリ協会イタリア語検定
イタリア政府公認PLIDAイタリア語資格試験（PLIDA、伊: Progetto Lingua Italiana Dante Alighieri）は、イタリア語の政府公認資格。イタリア外務省とローマ・ラ・サピエンツァ大学による監修のもと、ダンテ・アリギエーリ協会が発行する公的な資格認定証についても触れる。B1以上を合格で、イタリア国内大学試験免除となる。また移住権利取得のための資格としての世界中のイタリア移住希望者に受験されている。

## 概要
「PLIDA」はイタリア政府の労働社会政策省および教育・大学・科学研究省から、外国人学生の大学への入学を促進するための資格として公認されている。
PLIDAは、日常的な場面でイタリア語を使うことのできる、最も初歩的なA1レベルから、イタリア語を母国語として教育を受けた人の実力と同等の最上級C2レベルまで、6つのレベルにわたり、外国語としてのイタリア語の能力を証明するも*のである。
日本国内でも、イタリア語を学習する人や、イタリア系企業や組織で働く人の語学力を測る手段が必要となりつつあり、ダンテ・アリギエーリ協会は、PLIDA実行委員会役員のファブリツィオ・グラッセッリを通じ、“Il Centro”イタリア語文化センターに、日本で最初となる「PLIDA」イタリア語検定試験の実施を委託した。
「PLIDA」はイタリア政府機関および欧州委員会において、高い評価を得ているイタリア語検定試験で、ローマ・サピエンツァ大学の監修のもと、イタリア語教育の多くの専門家がその実施に携わっている。
「PLIDA」検定試験は本部により認定された検定会場で行われる。

## レベル
PLIDA の6つのレベルは、それぞれ欧州委員会が定めた「言語に関する基準の共通枠組み」の6つのレベルに対応している。
- PLIDA A1 　(初級I)
- PLIDA A2 　(初級II)
- PLIDA B1 　(中級I)
- PLIDA B2 　(中級II)
- PLIDA C1 　(上級I)
- PLIDA C2 　(上級II)

## 試験の対象者
上記3種類の検定試験は、イタリア語を母国語としない学習者の方々を対象に行われる。受験者は自身の実力に最も近いと考えるレベルを選ぶことができるので、易しいレベルの試験を順に受ける必要はない。
また同じ試験期間内に複数のレベルの試験を受けることも可能。

## 試験の構成
検定は基本的な言語能力を測るため、聞き取り、読解、作文、会話の4つの科目がある。試験時間はA1の90分から、C2の210分まで幅がある。

## 合格と採点基準
試験は各科目30点が満点。合格のためには4科目の全てで、30点中18点を取る必要があるので、合格の基準となる総得点は、最低72点。受験者が4科目中3科目で及第点に達している場合は、次期の検定試験において、前回合格点に達しなかった科目のみを受験する資格が与えられる。答案はローマ検定本部へ送られ、採点され、その後結果を各自にしらせる。